# Leucorchestris arenicola
Leucorchestris arenicola — вид аранеоморфних павуків родини Sparassidae. Ендемік Намібії.

## Поширення
Ендемік пустелі Наміб. Мешкає серед піщаних дюн та у кам'янистій пустелі.

## Опис
Тіло білого кольору. Самиці завдовжки до 10 см (враховуючи довжину ніг) та важать 5 г. Самці менші.

## Спосіб життя
Живе у спекотних пустелях. Активний вночі. Вдень ховаються у норах завдовжки до 50 см. У пошуках партнерки для спарювання самець може подолати відстань до 1 км за ніч. Павуки комунікують ударами передніх ніг по піску.